# Chrysops upsilon
Chrysops upsilon är en tvåvingeart som beskrevs av Philip 1950. Chrysops upsilon ingår i släktet Chrysops och familjen bromsar. Inga underarter finns listade i Catalogue of Life.